# Hélénos
Ne doit pas être confondu avec HelenOS (en).
Dans la mythologie grecque, Hélénos (en grec ancien Ἕλενος / Hélenos) est un prince troyen, l'un des fils de Priam et d'Hécube, et le frère jumeau de Cassandre. Il est d'ailleurs le seul de ses frères à survivre à la chute de la ville de Troie.
Il reçoit d'Apollon le don de divination et prédit que le voyage de son frère Pâris en Grèce sera néfaste. En effet, c'est lors de ce voyage que Pâris enlève Hélène de Sparte, déclenchant ainsi la guerre de Troie.
Après la mort de Pâris, il aspire à la main d'Hélène et quand Priam la donne à son autre frère Déiphobe, il se retire, furieux, sur le mont Ida de Troade. Là, il est fait prisonnier par Ulysse, sur les indications du devin grec Calchas. Hélénos avoue alors les conditions nécessaires à la prise de Troie, notamment la possession de l'arc et des flèches d'Héraclès, détenues par le héros Philoctète.
Il échoit à Néoptolème, fils d'Achille, en même temps qu'Andromaque. Il gagne la confiance de son maître en l'empêchant de prendre la mer avec le reste de la flotte achéenne, prédisant une terrible tempête. En signe de gratitude, Néoptolème lui donne Andromaque en mariage, et l'institue héritier de son trône d'Épire. Andromaque lui donne un fils, Cestrinos.
Dans l'Énéide, c'est Hélénos qui annonce à Énée qu'il doit aller aux Enfers accompagné de la Sibylle.
L'épilogue à l'Edda en prose (III, 1b) l'identifie au dieu scandinave Ali.

### Sources antiques
- Pseudo-Apollodore, Bibliothèque [détail des éditions] [lire en ligne] (III, 12, 5), Épitome [détail des éditions] [lire en ligne] (V, 8–10).
- (en) Petite Iliade [détail des éditions] [lire en ligne].
- Pausanias, Description de la Grèce [détail des éditions] [lire en ligne] (I, 1, 11 et II, 23).
- Virgile, Énéide [détail des éditions] [lire en ligne] (III, 294).